# Das Wohltemperierte Klavier
Das Wohltemperierte Klavier (BWV 846–893) ist eine Sammlung von Präludien und Fugen für ein Tasteninstrument von Johann Sebastian Bach in zwei Teilen. Den ersten Teil stellte Bach 1722, den zweiten 1740/42 fertig. Jeder Teil enthält 24 Satzpaare, bestehend aus je einem Präludium und einer Fuge in allen zwölf Dur- und Moll-Tonarten. Diese sind chromatisch aufsteigend von C-Dur bis h-Moll angeordnet, wobei nach einer Durtonart die gleichnamige Molltonart erscheint (C-Dur/c-Moll, Cis-Dur/cis-Moll usw.).

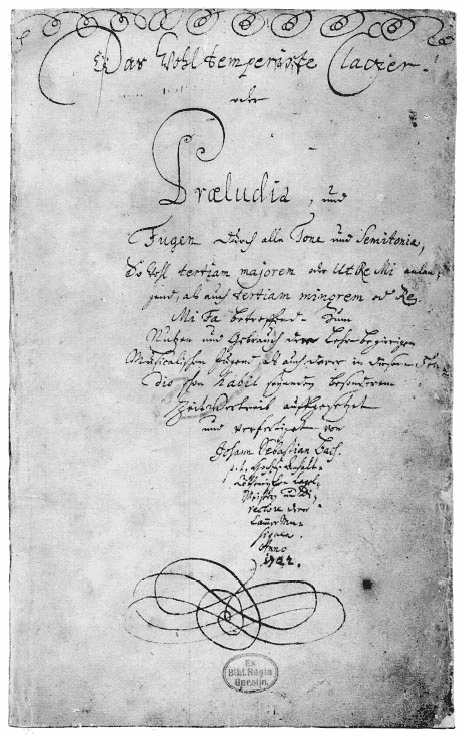
Titelblatt des Autographs von 1722

## Titel
Bachs Eigentitel auf dem Titelblatt des Autographs von 1722 lautet:
Das Wohltemperirte Clavier oder Præludia, und Fugen durch alle Tone und Semitonia, so wohl tertiam majorem oder Ut Re Mi anlangend, als auch tertiam minorem oder Re Mi Fa betreffend. Zum Nutzen und Gebrauch der Lehrbegierigen Musicalischen Jugend, als auch derer in diesem studio schon habil seyenden besonderem Zeitvertreib auffgesetzet und verfertiget von Johann Sebastian Bach. p. t: Hochfürstlich Anhalt-Cöthenischen Capel-Meistern und Directore derer Camer Musiquen. Anno 1722.

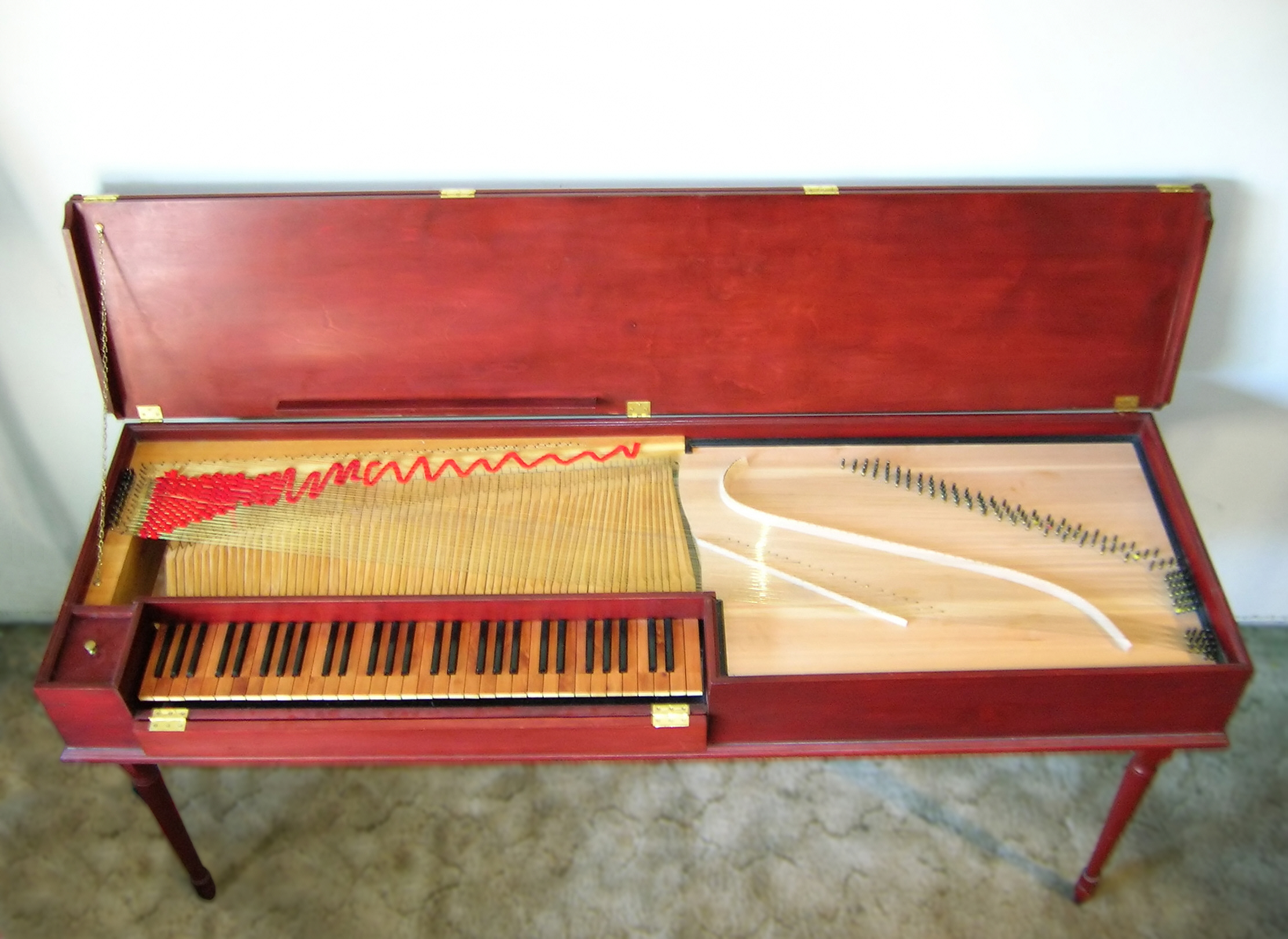
Clavichord (moderner Nachbau eines Instruments aus dem 18. Jh.)

### Clavier
Mit dem Wort „Clavier“, das alle damaligen Tasteninstrumente umfasste, ließ Bach die Wahl des Instruments für die Ausführung offen. Der größte Teil des Werks ist offenbar für Clavichord oder Cembalo konzipiert. Nach einer Äußerung Johann Nikolaus Forkels hatte Bach eine Vorliebe für das Clavichord. Im Nekrolog von 1754 steht dagegen über Bach: „Die Clavicymbale wußte er, in der Stimmung, so rein und richtig zu temperiren, daß alle Tonarten schön und gefällig klangen.“ Das Werk wird heute sowohl auf dem Cembalo als auch auf dem modernen Klavier bzw. Flügel gespielt.

### Wohltemperiert
Der Begriff „wohltemperiert“ bezieht sich möglicherweise auf die 1681 von Andreas Werckmeister erfundene, von ihm so genannte wohltemperierte Stimmung. Dabei wurde die mitteltönige Wolfsquinte auf Kosten der reinen Terzen entschärft, um das Spielen in allen Tonarten zu ermöglichen. Bei der bis dahin und auch noch parallel üblichen mitteltönigen Stimmung dagegen sind Tonarten umso verstimmter, je weiter sie von C-Dur entfernt sind, so dass die Komponisten diese entfernten Tonarten mieden. 1710 führte Johann David Heinichen den Quintenzirkel ein, der die 24 Dur- und Moll-Tonarten in ein gemeinsames tonales System brachte und so ihre Beziehungen zueinander definierbar machte. Doch vor Bach nutzten Komponisten diese Neuerungen noch kaum praktisch aus und komponierten allenfalls einzelne Werke in den bisher gemiedenen Tonarten, so dass Johann Mattheson 1717 beklagte: „Obgleich alle Claves nunmehr per Temperaturam so eingerichtet werden können, daß man sie diatonicé, chromaticé & enharmonicè sehr wohl gebrauchen mag, eine wahrhaftige demonstratio fehlt.“
Mit seinem Werk wollte Bach die Eignung der wohltemperierten Stimmung zum Komponieren und Spielen in allen Tonarten praktisch demonstrieren. Damit trug er wesentlich zu ihrer historischen Durchsetzung bei. Welche der zu seiner Zeit üblichen wohltemperierten Stimmungen Bach tatsächlich nutzte, ist jedoch unbekannt. Fest steht, dass es sich bei Bachs wohltemperierter Stimmung nicht um die heute übliche gleichstufige Stimmung handelt, weshalb sich die Tonarten, im Gegensatz zu heute, in ihrem Charakter unterscheiden.

### Dur und Moll
Die damals noch unüblichen Begriffe Dur und Moll umschrieb Bach im Langtitel des ersten Teils auf zweierlei Weise: bei Dur mit der großen Terz (lateinisch tertia major, Akkusativ tertiam majorem) und zusätzlich mit den italienischen Namen der ersten drei Tonstufen einer Dur-Skala (Ut Re Mi); bei Moll entsprechend mit der kleinen Terz und den ersten drei Tonstufen einer Moll-Skala (Re Mi Fa).

### Zweckbestimmung
Der sorgfältig formulierte Langtitel gab den pädagogischen Zweck der Sammlung als systematisches Lehrwerk für musikalische Anfänger und Fortgeschrittene an: Es diene „zum Nutzen und Gebrauch der Lehrbegierigen Musicalischen Jugend, als auch derer in diesem studio schon habil seyenden besonderem Zeitvertreib“. Diese Zweckbestimmung gab Bach auch zwei weiteren, 1722/23 neu herausgegebenen Kompositionszyklen: der „Auffrichtigen Anleitung“ und dem „Orgelbüchlein“. Damit reihte er das Wohltemperierte Klavier in jene Instrumentalwerke ein, die vornehmlich der Ausbildung des musikalischen Nachwuchses dienten. Diese gehörte zu den hervorragenden Pflichten des Thomaskantors in Leipzig: jenes Amtes, um das Bach sich 1722 gerade bewarb. Der erste Teil des Wohltemperierten Klaviers mitsamt seinem Langtitel war also zugleich Teil dieser Bewerbung Bachs.

## Vorläufer
Schon vor dem Wohltemperierten Clavier gab es vielfältige Formen der Zusammenstellung von Präludien und Fugen. In der norddeutschen Tradition, die Bach vor allem durch ihren Hauptmeister Dieterich Buxtehude kennenlernte, durchbrachen sich in langen, kompliziert aufgebauten Sätzen improvisatorisch-toccatenhafte Abschnitte mit imitatorischen oder fugierten. In der süddeutschen Tradition bildete oft ein einzelnes Präludium die Einleitung zu einer Sammlung von kurzen Fugen („Versetten“) mit gottesdienstlicher Bestimmung. Konsequent ist die paarige Kombination eines Präludiums unterschiedlicher Form mit einer Fuge erstmals durchgeführt in der Sammlung von Orgelkompositionen Ariadne Musica von Johann Caspar Ferdinand Fischer (1702; nur der Nachdruck von 1715 ist erhalten). Auch durch die Erweiterung des bis dahin üblichen Tonartenkreises (die Stücke stehen in insgesamt zwanzig Tonarten) weist diese Sammlung auf das Wohltemperierte Clavier voraus.
Experimente, alle Tonarten kompositorisch nutzbar zu machen, gab es über Fischer hinaus gelegentlich bereits vor dem Wohltemperierten Clavier. Johann Jakob Froberger komponierte eine (heute verschollene) Canzone durch alle 12 [!] Tonarten; Johann Matthesons Exemplarische Organisten-Probe (1719) enthält Generalbassübungen ohne künstlerischen Anspruch in allen Tonarten.

## Handschriften

### Erster Teil
Über die früheste Entstehungszeit des I. Teils liegen keine Informationen vor. Ernst Ludwig Gerber, der Sohn des Bach-Schülers Heinrich Nikolaus Gerber, berichtete 1790:

„So hat er nach einer gewissen Tradition, sein Temperirtes Klavier, dies sind zum Theil sehr künstliche Fugen und Präludien durch alle 24 Töne, an einem Orte geschrieben, wo ihm Unmuth, lange Weile und Mangel an jeder Art von musikalischen Instrumenten diesen Zeitvertreib abnöthigte.“

Dieser Passus wird oft auf den I. Teil bezogen; über den von Gerber gemeinten Ort jedoch ist ebenso wie über den Zeitpunkt nichts bekannt. Z. T. wird Bachs Haft in Weimar im Jahr 1717 dahinter vermutet.
Der I. Teil ist im Autograph überliefert. Außerdem liegt eine Fülle von Abschriften vor, deren wichtigste von Bachs Schülern angefertigt wurden und eine Reihe von abweichenden Lesarten enthalten. Sie entstanden während des Unterrichts bei Bach und spiegeln den mehrjährigen Überarbeitungsprozess. Folgende Stadien lassen sich aus ihnen ablesen:
- α1: Die früheste uns bekannte Fassung ist nur durch Abschriften überliefert. Vor allem einige Präludien der ersten Hälfte haben noch eine wesentlich kürzere und einfachere Gestalt. Ob vor α1 noch frühere Fassungen existiert haben, lässt sich nicht sicher sagen. Manche Hinweise sprechen für die Annahme, dass α1 zumindest teilweise aus älterem Material zusammengestellt ist.
- α2: Das Klavierbüchlein für Wilhelm Friedemann Bach enthält elf zum Teil unvollständige Präludien in geringfügig weiterentwickelter Gestalt.
- α3: Zwischen α1/α2 und α3 liegt der bei weitem wichtigste Entwicklungsschritt in der uns bekannten Entstehungsgeschichte. Fast alle Präludien der ersten Hälfte bis G-Dur werden auf ihre endgültige Länge erweitert, zum Teil fast verdoppelt. Die Fugen werden kaum verändert, ebenso wenig die Präludien ab g-Moll, nur in dem in As-Dur finden sich Änderungen der melodischen Linien. „So entsteht beinahe der Eindruck, Bach habe den Revisionsvorgang nach dem Satzpaar in G unterbrochen.“[10] Vorstellbar ist aber auch, dass Bach „den Präludien von g-Moll an schon zuvor ein neues, seiner Ansicht nach nicht revisionsbedürftiges Konzept zugrunde gelegt hatte“.[11]
- A: Das Autograph (heute D-B Mus.ms. Bach P 415 in der Staatsbibliothek zu Berlin) war ursprünglich (1722) eine Reinschrift. Bach hat jedoch auch hier noch vielfach geändert. Unterscheiden lassen sich die folgenden Stadien, wobei jede Revision außerdem noch verschiedene Fehlerkorrekturen umfasst:
  - A1: Ursprünglicher Zustand des Autographs, nur geringfügig weiterentwickelt gegenüber α3 (1722 bis spätestens 1723);
  - A2: Geringfügige Änderungen am Präludium Cis-Dur und der Fuge d-Moll (1732);
  - A3: Rhythmische Änderung des Themas der C-Dur-Fuge (1736 oder später);
  - A4: Umfangreichere Revision, die aber ähnlich wie α3 nur die erste Hälfte bis zur G-Dur-Fuge betrifft (nach 1740). Dieses ist die letzte uns bekannte Fassung.

### Zweiter Teil

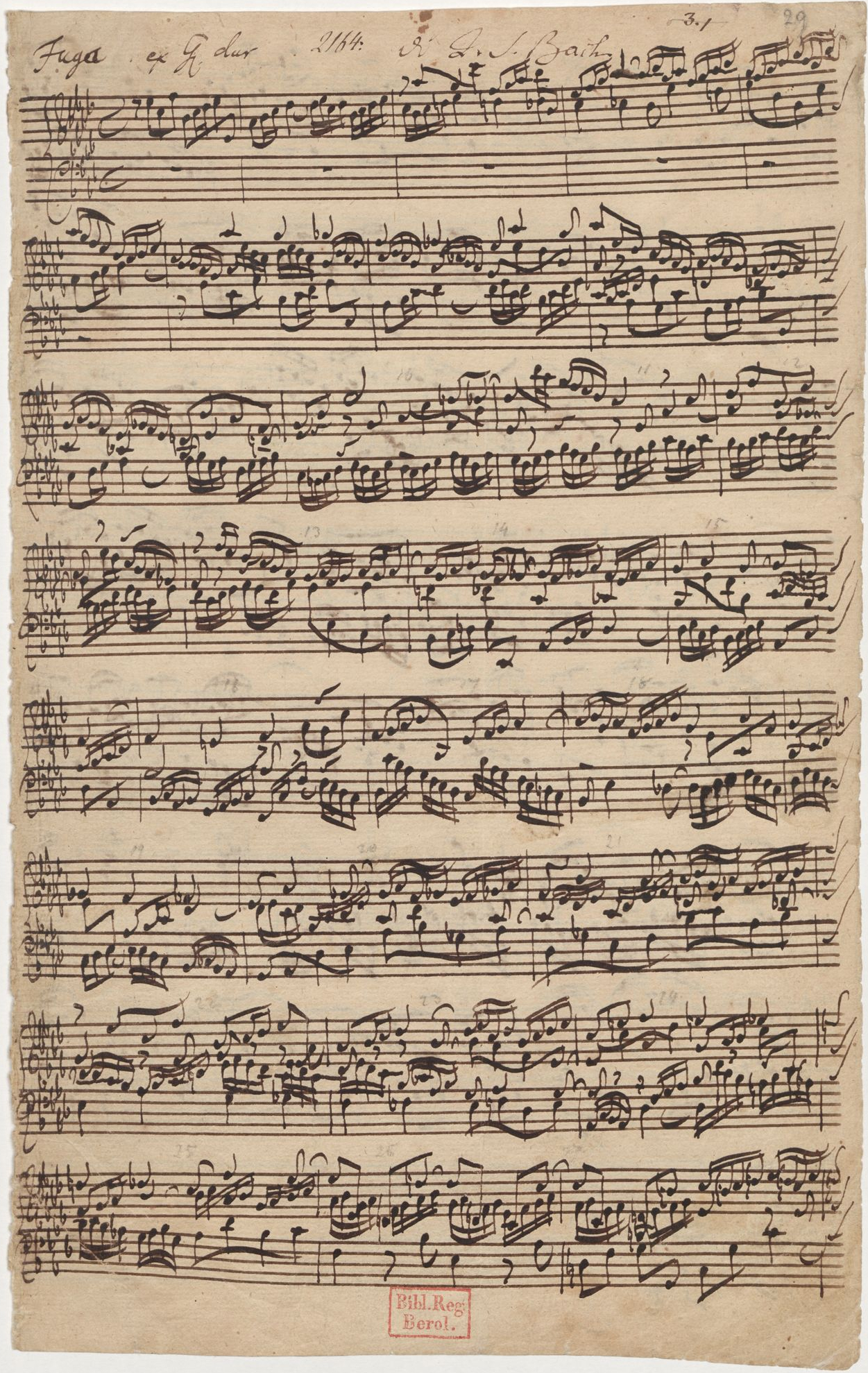
Fuge As-Dur aus dem 2. Teil des Wohltemperierten Klaviers im Londoner Autograph

Für den 2. Teil ist ein unvollständiges Autograph überliefert. Es kam 1896 im Londoner British Museum ans Licht, hatte früher Muzio Clementi gehört und wurde nach seinem Tod von Eliza Wesley, der Tochter von Samuel Wesley, dem Museum vermacht. Es besteht aus losen Doppelblättern, wobei die Nummern 4 in cis-Moll, 5 in D-Dur und 12 in f-Moll verloren sind. Bach hat diese Blätter weder in einem Band zusammengefasst noch ihnen einen Gesamttitel gegeben.
Neben diesem sogenannten Londoner Autograph, das anhand diplomatischer Untersuchungen auf die Jahre 1740/42 datiert wird, existieren Abschriften des Bach-Schülers Johann Christoph Altnikol aus dem Jahre 1744 sowie von Johann Philipp Kirnberger. Noch in stärkerem Maße als beim 1. Teil dürfte Bach allerdings auf ältere Kompositionen zurückgegriffen haben. Die Einordnung dieser späten Sammlung als 2. Teil des Wohltemperierten Klaviers geht auf die Abschrift Altnikols zurück, die mit ebendiesem Titel überschrieben ist.

## Aufbau
Jeder der beiden Teile des Wohltemperierten Klaviers enthält 48 Stücke, die jeweils paarweise als Präludium mit zugehöriger Fuge angeordnet sind. Die Reihenfolge der Satzpaare richtet sich nach der Tonart und ist vom Grundton C halbtonweise aufsteigend, wobei jeder Dur-Tonart die gleichnamige Moll-Tonart folgt.
Jedes Satzpaar aus Präludium und Fuge wird im Bach-Werke-Verzeichnis unter einer eigenen Nummer geführt. Entsprechend umfasst der 1. Teil BWV 846 bis BWV 869, der 2. Teil BWV 870 bis BWV 893.
| Nr.   | BWV | Tonart       | Präludium  | Fuge       | Fuge    |
| Nr.   | BWV | Tonart       | Takt       | Takt       | Stimmen |
| ----- | --- | ------------ | ---------- | ---------- | ------- |
| I/1   | 846 | C-Dur        | 4/4-Takt   | 4/4-Takt   | 4       |
| I/2   | 847 | c-Moll       | 4/4-Takt   | 4/4-Takt   | 3       |
| I/3   | 848 | Cis-Dur      | 3/8        | 4/4-Takt   | 3       |
| I/4   | 849 | cis-Moll     | 6/4        | alla breve | 5       |
| I/5   | 850 | D-Dur        | 4/4-Takt   | 4/4-Takt   | 4       |
| I/6   | 851 | d-Moll       | 4/4-Takt   | 3/4        | 3       |
| I/7   | 852 | Es-Dur       | 4/4-Takt   | 4/4-Takt   | 3       |
| I/8   | 853 | es-/dis-Moll | 3/2        | 4/4-Takt   | 3       |
| I/9   | 854 | E-Dur        | 12/8       | 4/4-Takt   | 3       |
| I/10  | 855 | e-Moll       | 4/4-Takt   | 3/4        | 2       |
| I/11  | 856 | F-Dur        | 12/8       | 3/8        | 3       |
| I/12  | 857 | f-Moll       | 4/4-Takt   | 4/4-Takt   | 4       |
| I/13  | 858 | Fis-Dur      | 12/16      | 4/4-Takt   | 3       |
| I/14  | 859 | fis-Moll     | 4/4-Takt   | 6/4        | 4       |
| I/15  | 860 | G-Dur        | 24/16      | 6/8        | 3       |
| I/16  | 861 | g-Moll       | 4/4-Takt   | 4/4-Takt   | 4       |
| I/17  | 862 | As-Dur       | 3/4        | 4/4-Takt   | 4       |
| I/18  | 863 | gis-Moll     | 6/8        | 4/4-Takt   | 4       |
| I/19  | 864 | A-Dur        | 4/4-Takt   | 9/8        | 3       |
| I/20  | 865 | a-Moll       | 9/8        | 4/4-Takt   | 4       |
| I/21  | 866 | B-Dur        | 4/4-Takt   | 3/4        | 3       |
| I/22  | 867 | b-Moll       | 4/4-Takt   | 4/4-Takt   | 5       |
| I/23  | 868 | H-Dur        | 4/4-Takt   | 4/4-Takt   | 4       |
| I/24  | 869 | h-Moll       | 4/4-Takt   | 4/4-Takt   | 4       |
| II/1  | 870 | C-Dur        | 4/4-Takt   | 2/4        | 3       |
| II/2  | 871 | c-Moll       | 4/4-Takt   | 4/4-Takt   | 4       |
| II/3  | 872 | Cis-Dur      | und 3/8    | 4/4-Takt   | 3       |
| II/4  | 873 | cis-Moll     | 9/8        | 12/16      | 3       |
| II/5  | 874 | D-Dur        | 12/8       | 4/4-Takt   | 4       |
| II/6  | 875 | d-Moll       | 3/4        | 4/4-Takt   | 3       |
| II/7  | 876 | Es-Dur       | 9/8        | 4/4-Takt   | 4       |
| II/8  | 877 | dis-Moll     | 4/4-Takt   | 4/4-Takt   | 4       |
| II/9  | 878 | E-Dur        | 3/4        | (4/2)      | 4       |
| II/10 | 879 | e-Moll       | 3/8        | 4/4-Takt   | 3       |
| II/11 | 880 | F-Dur        | 3/2        | 6/16       | 3       |
| II/12 | 881 | f-Moll       | 2/4        | 2/4        | 3       |
| II/13 | 882 | Fis-Dur      | 3/4        | alla breve | 3       |
| II/14 | 883 | fis-Moll     | 3/4        | 4/4-Takt   | 3       |
| II/15 | 884 | G-Dur        | 3/4        | 3/8        | 3       |
| II/16 | 885 | g-Moll       | 4/4-Takt   | 3/4        | 4       |
| II/17 | 886 | As-Dur       | 3/4        | 4/4-Takt   | 4       |
| II/18 | 887 | gis-Moll     | 4/4-Takt   | 6/8        | 3       |
| II/19 | 888 | A-Dur        | 12/8       | 4/4-Takt   | 3       |
| II/20 | 889 | a-Moll       | 4/4-Takt   | 4/4-Takt   | 3       |
| II/21 | 890 | B-Dur        | 12/16      | 3/4        | 3       |
| II/22 | 891 | b-Moll       | 4/4-Takt   | 3/2        | 4       |
| II/23 | 892 | H-Dur        | 4/4-Takt   | 4/4-Takt   | 4       |
| II/24 | 893 | h-Moll       | alla breve | 3/8        | 3       |

## Musikalischer Gehalt
Trotz seiner Beschränkung auf die Formen des Präludiums und der Fuge weist das Wohltemperierte Klavier eine enorme Vielfalt an musikalischen Ausdrucksformen auf. Die Größe des Werkes besteht dabei aber nicht nur in der kunstvollen Kompositionstechnik, denn es war gerade der poetische Gehalt der Stücke, der Interpreten und Hörer gleichermaßen durch die Jahrhunderte hindurch fasziniert hat.

### Präludien
Die Präludien unterliegen keiner strengen kompositorischen Vorschrift und sind sehr vielfältig angelegt. Teilweise können sie als Vorbereitung und Einstimmung auf die nachfolgende Fuge aufgefasst werden. Zum größeren Teil sind sie aber Kompositionen von eigenem Rang, und in einigen Fällen sogar bedeutend länger und gewichtiger als die jeweiligen Fugen, wie beispielsweise das Präludium in Es-Dur BWV 852 im 1. Teil. Es lassen sich unterschiedliche Typen von Präludien unterscheiden: arpeggierte Stücke wie dasjenige in C-Dur BWV 846 im 1. Teil enthalten keine eigene Thematik; Präludien im imitatorischen Satz dagegen sind zwei- oder dreistimmige Inventionen, im Stile der Inventionen und Sinfonien. Im 2. Teil lassen sich auch Stücke im klavieristisch-galanten Satz nachweisen, die durch entsprechende Stileigentümlichkeiten (Akkordbrechungen, Seufzermelodik, zweiteilige Anlage) auffallen.

Die Takte 1 bis 9 der Fuge c-Moll BWV 847 (Teil I)

### Fugen
Charakteristisch für die Fuge ist dagegen eine strengere Anlage, die auf dem Prinzip der Imitation und der kontrapunktischen Technik beruht. Die Fugen des Wohltemperierten Klaviers fallen durch ihre Kürze auf, auch sticht trotz des strengeren kompositorischen Rahmens ihre Vielfalt hervor. Einige Fugen haben tänzerischen Charakter, beispielsweise Anklänge an einen Passepied (F-Dur im 1. Teil, h-Moll im 2. Teil) oder eine Gavotte (Fis-Dur im 2. Teil). Der zweite Teil enthält nur drei- und vierstimmige Fugen, der erste Teil hingegen auch ein zweistimmiges (e-Moll) und zwei fünfstimmige Beispiele (cis-Moll und b-Moll). Zudem ist die große Mehrheit der Fugen monothematisch, drei verarbeiten zwei Themen, und nur zwei herausgehobene Werke sind Tripelfugen.

### Zur Frage der Einheit des Werkes
Vonseiten der Musikwissenschaft hat es immer wieder Bestrebungen gegeben, Verbindungen zwischen Präludium und Fuge eines Satzpaares, und auch darüber hinaus zwischen den Stücken des gesamten Werkes herzustellen. Obwohl sich solche Verbindungen durchaus finden lassen, sind sie nicht zwingend. Auch die Reihenfolge der Stücke scheint, mit Ausnahme vielleicht des Präludiums in C-Dur, das klar eröffnenden Charakter hat, nicht zwingend. Man spricht deswegen beim Wohltemperierten Klavier eher von einer Sammlung von Stücken als von einem (in sich geschlossenen) Klavierzyklus.

### Tonartencharakter
Vor allem im deutschsprachigen Schrifttum ist immer wieder über die dem Wohltemperirten Clavier zugrundeliegende Tonartencharakteristik spekuliert worden. In den meisten Fällen spiegeln die Ausführungen der verschiedenen Autoren nur ihre subjektiven Eindrücke, deren Objektivitätsanspruch schon an den Widersprüchen zwischen den Charakteristiken von Präludium und Fuge, erstem und zweitem Teil scheitert. Relevante Quellen, aus denen hervorginge, dass Bach bestimmten Tonarten bestimmte Charaktere zuschrieb, existieren nicht. Als Beleg für die Existenz derartiger Ästhetiken in der Bachzeit wird manchmal ein Passus aus Johann Matthesons Das Neu=eröffnete Orchestre (1713) zitiert, in dem insgesamt 17 verschiedenen Tonarten zum Teil widersprüchliche Charaktere zugesprochen werden. Eine Verbindung zu Bachs Denken ist jedoch nicht belegbar, vielmehr ist – angesichts der völligen Vereinzelung dieser Passage im umfangreichen Musikschrifttum der Zeit – noch nicht einmal nachweisbar, dass Tonartencharakteristik überhaupt irgendeine Rolle im Komponieren des Spätbarocks spielte und Matthesons Ausführungen mehr sind als das vorübergehende Gedankenexperiment eines außerordentlich produktiven Musikschriftstellers. Wenn andererseits Bach bei der Konzeption seiner Kompositionen Vorstellungen von Tonartcharakteristiken oder -symboliken gehabt haben sollte, können sie ihm nicht sehr wichtig gewesen sein. Nach übereinstimmender Meinung hat er eine Reihe von Stücken in seltenen Tonarten durch Transposition älterer Stücke in einfachen Tonarten gewonnen. So wird als Urfassung der dis-Moll-Fuge des ersten Teils eine d-Moll-Fuge, der gis-Moll-Fuge eine in g-Moll angenommen. Sie könnten also allenfalls als Beispiele für die Charakteristiken von d- bzw. g-Moll-Stücken in Anspruch genommen werden. Des Weiteren ist eine Frühfassung der As-Dur-Fuge aus dem 2. Teil als Fughetta in F-Dur (BWV 901) erhalten. Sie wurde von Bach in seinen Köthener Jahren geschrieben und enthielt nur 23 Takte. Sie war im oberen Notensystem im Sopranschlüssel notiert, den Bach etwa 20 Jahre später in der erweiterten Endfassung durch den Violinschlüssel ersetzte, so dass das Notenbild gleich blieb und nur die Vorzeichen verändert werden mussten.
Bei der Beurteilung der Charakteristik der Tonarten des Wohltemperierten Klaviers durch spätere Interpreten, muss berücksichtigt werden, dass nach Einführung der gleichstufigen Stimmung veränderte klangliche Resultate vorhanden sind. So ist zum Beispiel der von Hugo Riemann in seinem Buch konstatierte Wohlklang des Cis-Dur Präludiums, vom Standpunkt der Bachschen wohltemperierten Stimmung betrachtet, anders zu beurteilen.
Hans Eppstein schrieb dagegen über den ersten Teil: „Gelehrte Fugen stehen so gut wie ausnahmslos in Moll (mit denen in cis, dis und b als den markantesten), ebenso solche mit besonders ausdrucksgeladenen Themen (f, fis, h), während andererseits betont musikantische, kontrapunktisch unkomplizierte Fugen überwiegend in Dur stehen.“ Doch selbst dies ist nicht viel mehr als eine vage Tendenz: Die Fugen in c-Moll, e-Moll und gis-Moll sind jedenfalls nicht besonders gelehrt (d. h., sie verzichten auf kontrapunktische Kunstgriffe wie Augmentationen, Diminutionen, Umkehrungen oder Engführungen), und ob man ihre Themen als „ausdrucksgeladen“ bezeichnen will, kann nur dem persönlichen Geschmack überlassen werden.

## Wirkungsgeschichte

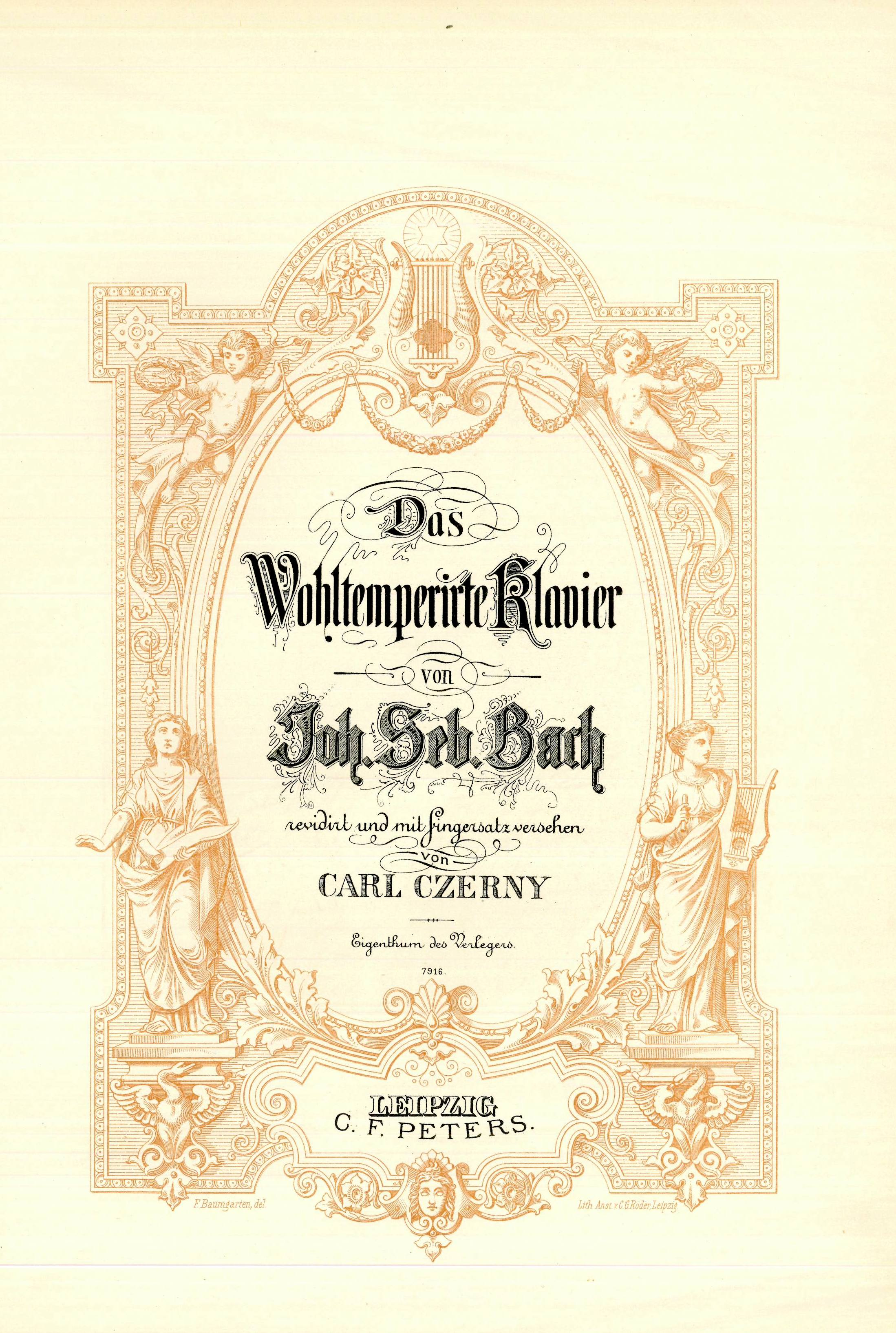
Ausgabe von Carl Czerny, um 1910

Das Werk wurde zu einem Meilenstein der europäischen Musikgeschichte, weil nun alle Tonarten prinzipiell gleichwertig waren und die Möglichkeiten der Enharmonik und Modulation auf alle Tonarten ausgeweitet werden konnten.
Das Wohltemperierte Klavier ist im Gegensatz zu anderen Kompositionen Bachs auch unmittelbar nach seinem Tode nicht in Vergessenheit geraten. Wolfgang Amadeus Mozart lernte das Werk vermutlich durch Gottfried van Swieten kennen, der Musikalien aus Preußen mit nach Wien brachte; so richtete Mozart Fugen aus dem Wohltemperierten Klavier für Streichtrio (KV 404a) und für Streichquartett (KV 405) ein. Auch Ludwig van Beethoven kannte und schätzte das Wohltemperierte Klavier: „Louis van Beethoven ... ein Knabe von 11 Jahren, und von vielversprechendem Talent. Er spielt sehr fertig und mit Kraft das Clavier, liest sehr gut vom Blatt, und um alles in einem zu sagen: Er spielt größtentheils das wohltemperirte Clavier von Johann Sebastian Bach, welches ihm Herr Neefe unter die Hände gegeben. Wer diese Sammlung von Präludien und Fugen durch alle Töne kennt, (welche man das non plus ultra nennen könnte,) wird wissen, was das bedeute.“
Ebenso sind Zeugnisse von Robert Schumann überliefert. Eine romantische Bearbeitung stellen die Méditation sur le premier prélude de Bach für Violine und Klavier und das Ave Maria von Charles Gounod dar. Ignaz Moscheles hat eine Bearbeitung für Klavier und Violoncello erstellt (Zehn Präludien nach dem Wohltemperierten Klavier (Opus 137a)).
Im 19. und frühen 20. Jahrhundert genoss Carl Czernys Ausgabe des Wohltemperierten Klaviers hohe Popularität. Czerny, der sich in seinem Vorwort auf Beethoven beruft, versieht den Notentext nicht nur mit zahlreichen Angaben zu Tempo, Dynamik, Vortrag und Artikulation, sondern greift auch öfters in den Notentext ein – sei es zur Milderung harmonischer Härten, durch die Änderung von Versetzungszeichen zur Vermeidung der Picardischen Terz am Satzschluss, oder durch das Auffüllen, akkordische Zusammenfassen oder Anhängen von Schlussklängen zur Steigerung der pianistischen Brillanz. Der Klaviervirtuose und Musikpädagoge Franz Kroll (1820–1877) gab 1862/63 erstmals eine „Neue und kritische Ausgabe“ des Wohltemperierten Klaviers heraus, die nicht nur nach handschriftlichen Quellen bearbeitet war, sondern auch mit technischen Erläuterungen und Fingersatz versehen wurde und somit erstmals textkritische und spielpraktische Qualitäten vereinte. Die Abwendung von der Romantik und ihrem als pompös empfundenen musikalischen Satz, sowie das gesteigerte Interesse an der historisch-kritischen Quellenforschung (Neue Bach-Ausgabe) und der historischen Aufführungspraxis verschoben im Laufe des 20. Jahrhunderts die interpretatorischen Schwerpunkte.
Zahlreiche Komponisten haben sich auch vom Wohltemperierten Klavier zu eigenen Werken inspirieren lassen. Die Fugen beeinflussten schon Anton Reichas 36 Fugen op. 36 oder August Alexander Klengel mit seinen 24 Canons durch alle Tonarten „Les Avantcoureurs“ und weiteren zwei Bänden mit jeweils 24 Canons und Fugen durch alle Tonarten. Die Präludien hingegen standen bei den 24 Préludes (op. 28) von Frédéric Chopin Pate. Im 20. Jahrhundert lehnten sich Julius Weismann mit seinem Fugenbaum (1943–1946) und insbesondere Paul Hindemith mit seinem Ludus tonalis (1942) und seinem Ragtime (wohltemperiert) (1921, Uraufführung 1987) sowie Dmitri Schostakowitsch mit seinen 24 Präludien und Fugen op. 87 an Bachs Werk an. Weitere Beispiele sind Rodion Schtschedrin mit 24 Präludien und Fugen für Klavier (Heft 1, 1964; Heft 2, 1970), die je 24 Präludien op. 83 und 24 Fugen op. 108 von Hans Gál und Mario Castelnuovo-Tedesco mit Les guitares bien temperées (24 Präludien und Fugen für zwei Gitarren, op. 199). Arnold Schönberg betrachtete die h-Moll-Fuge aus dem 1. Teil als das erste Werk in Zwölftontechnik. Auch Jazzmusiker wie beispielsweise Keith Jarrett haben sich immer wieder mit Bach und insbesondere dem Wohltemperierten Klavier auseinandergesetzt.
Das Bachhaus Eisenach widmet dem Werk im Jahr 2022 eine Ausstellung.

## Zitate
„Das wohltemperirte Clavier ist das alte Testament, die Beethoven’schen Sonaten das neue, an beide [Bach und Beethoven] müssen wir glauben.“

„Immer, wenn ich beim Komponieren ins Stocken geriet, nahm ich mir das Wohltemperierte Klavier hervor, und sogleich sprossen mir wieder neue Ideen.“

„Das ‚wohltemperirte Clavier‘ sei dein täglich Brot. Dann wirst du gewiß ein tüchtiger Musiker.“

„… dort war mir zuerst, bey vollkommener Gemütsruhe und ohne äussere Zerstreuung, ein Begriff von eurem Grossmeister geworden. Ich sprach’s mir aus: als wenn die ewige Harmonie sich mit sich selbst unterhielte, wie sich’s etwa in Gottes Busen, kurz vor der Weltschöpfung, möchte zugetragen haben. So bewegte sich’s auch in meinem Innern, und es war mir, als wenn ich weder Ohren, am wenigsten Augen, und weiter keine übrigen Sinne besäße noch brauchte.“